# Ian Rankin
Ian James Rankin (1960. április 26. –) skót krimiíró, aki leginkább „Inspector Rebus” című regénysorozatáról ismert.

## Fiatalkora
Rankin a Fife megyei Cardendenben született. Az apja, James, egy élelmiszerbolt tulajdonosa volt, anyja, Isobel, egy iskolai menzán dolgozott. A Cowdenbeath-beli Beath Középiskolában tanult. Aggodalommal töltötte el szüleit, amikor úgy döntött, hogy irodalmat fog tanulni az egyetemen, mert kereskedelmi pályára szánták. Az angoltanára bíztatta, így kitartott, és 1982-ben az Edinburgh-i Egyetemen szerzett diplomát. Itt dolgozott a doktori értekezésén is, amely a Muriel Sparkról szólt, végül azonban nem sikerült befejeznie. Tanított az egyetemen és a mai napig részt vesz a James Tait Black-emlékdíjban.
Négy évig élt London Tottemham kerületében, aztán hat évig Franciaország vidékein, miközben építette regényírói karrierjét. Mielőtt teljes állású regényíróvá vált szőlőszedőként, kondásként, adószedőként, alkohol kutatóként, újságíróként, főiskolai titkárként és punk zenészként egy Dancing Pigs együttesben dolgozott.

## Karrierje
Kezdetben nem krimi íróként képzelte el karrierjét. Első regényeiről, a „Knots and Crosses” és a „Hide and Seek”-ről azt hitte, hogy az emberek széles köreihez szólnak. Ezek igyekeztek megőrizni Robert Louis Stevenson, valamint Muriel Spark skót hagyományait, ezért zavarta, hogy a fikciós műfajba lettek kategorizálva. Allan Massie skót regényíró – aki Rankinnek magánórákat tartott miközben kutató vendégíró volt az Edinburgh-i Egyetemen – olyan szavakkal bíztatta őt, mint: “Szerinted John Buchan aggódott azért valaha, hogy amit ír irodalomnak számít vagy sem?”
Rankin „Inspector Rebus” regényei főleg Edinburgh-ban játszódnak. Úgy tartják, hogy jelentősen hozzájárultak a tartan noir műfajhoz. Tíz regényét adaptálták televíziós sorozatként az ITV-n az első két évadban John Hannah-val és a harmadik évadtól Ken Stott-tal Rebus szerepében.
2009-ben a „Fieldwork” című novelláját az Oxfam esernyőszervezet Ox-Tales projektje számára adományozta. Ez a kezdeményezés négy kötetbe gyűjtött történeteket az Egyesült Királyságról, amelyet 38 szerző írt közösen. Rankin történetét az Earth című kötetben publikálták.

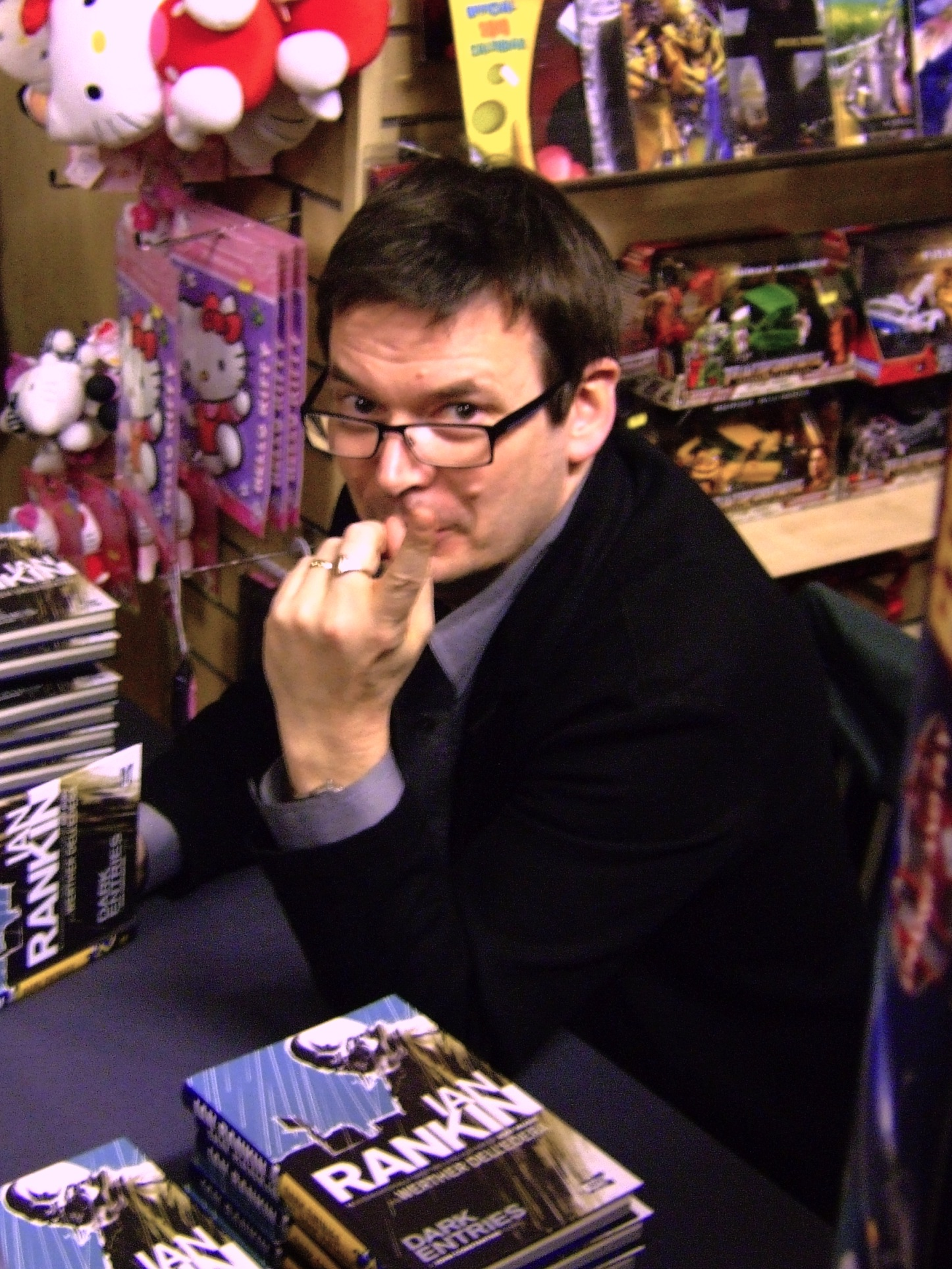
Rankin a debütáló képregényének, a Dark Entries című példányait írja alá Edinburgh-ban, a Forbidden Planet International üzletében, 2009 decemberében.

2009-ben a Radio Five Live műsorban azt állította, hogy el kezdene dolgozni egy öt-hatrészes Hellblazer (magyar megjelenésben Constantine) képregényen, de lehet, hogy inkább egyrészes különkiadásként készíti azt el. 2009-ben a WonderCon Vertigo Comics paneljén megerősítették, hogy a történetet Dark Entries néven grafikus regényként publikálják, a cég Vertigo Crime leányvállalatának második kiadásaként.
2013-ban Rankin megírta Mark Thomsonnal, a Royal Lyceum Theatre művészeti igazgatójával a Dark Road című színdarabot. A darab, amely Rankin színdarabírási debütálásának kezdetét jelölte, 2013 szeptemberében az Edinburgh-i Lyceum Theatre-ben debütált.

## Dokumentumfilmek
Rankin a BBC Two „Newsnight Review” művészeti program rendszeres közreműködője. A gonoszság témájáról szóló háromrészes dokumentumfilm-sorozatát a Channel 4-en sugározták 2002 decemberében. 2005-ben egy 30 perces dokumentumfilmet mutatottbe a BBC Four csatornán „Rankin on the Staircase” címmel, amelyben megtörtént esetek és a krimik közötti kapcsolatot vizsgálta. Nagy vonalakban Michael Peterson gyilkossági esetén alapult, amelyről Jean-Xavier Lestrade dokumentum sorozatában a „Death on the Staircase”-ban számoltak be. Ugyanabban az évben együttműködött Jackie Leven népzenésszel „Jackie Leven Said” című albumán.
2007-ben, Rankin a BBC Four olyan műsoraiban szerepelt, ahol alteregója, John Rebus eredetét tárták fel. Az „Ian Rankin's Hidden Edinburgh” és „Ian Rankin Investigates Dr Jekyll and Mr Hyde” című részekben Rankin bemutatja karaktere eredetét és azokat az eseményeket, amelyek műve létrehozásához vezették.
Az „Anthony Bourdain: No Reservations” című televíziós műsorban, Anthony Bourdain író-séffel Edinburgh utcáit szeli át.

## Zene
Rankin a Best Picture hattagú együttes énekese, amelyet 2017-ben alapítottak olyan újságírók, mint Kenny Farquharson (The Times-tól) és Euan McColl (The Scotsman-től), Bobby Bluebell gitáros közreműködésével. 2017 októberében az Oriel Records lemezkiadó együttműködésével kiadták „Isabell” című dalukat. Élőzenei debütálásukra 2018. július 28-án került sor a Kendal Calling zenei fesztiválon.

## Magánélete
Edinburgh-ban él feleségével, Mirandával (született: Harvey), akivel az egyetemen ismerkedett meg és 1986-ben házasodott össze, valamint két fiukkal: John Morgan “Jack” Harvey-Rankin-nel (született: 1992-ben) és Cristopher Connor “Kit” Harvey-Rankin-nel (született: 1994-ben) . A Merchiston-i környéken éltek, olyan írók közelében, mint JK Rowling, Alexander McCall Smith és Kate Atkinson. Rankin McCall Smith 2004-es regényében, a 44 Scotland Street-ben (egy epizodikus regény sorozat) egy szereplőként jelenik meg.

## Díjak, elismerések
2011-ben egy tíz darabból álló könyves szoborcsoportot állítottak ki Edinburgh utcáira kulturális intézményeknek és a város lakói számára ajándékként. Ezen szobrok közül több utalásként szolgál Rankin munkásságára, és egy tizenegyedik szobrot pedig egy személyes ajándékként neki szántak.
- 1988 Elected Hawthornden Fellow[1]
- 1991 Chandler-Fulbright Award[2]
- 1994 CWA Short Story Dagger for A Deep Hole[2]
- 1996 CWA Short Story Dagger for Herbert in Motionin Perfectly Criminal[3]
- 1997 CWA Gold Dagger for Fiction for Black and Blue[4]
- 1997 Edgar Award for best novel, shortlist, Black and Blue
- 1999 University of Abertay Dundee honorary doctorate[5]
- 2000 University of St Andrews honorary doctorate[6]
- 2000 Palle Rosencrantz Prize (Denmark)[2]
- 2002 Officer of the Order of the British Empire for services to literature
- 2003 University of Edinburgh honorary doctorate[7]
- 2003 Whodunnit Prize (Finland)[2]
- 2003 Grand Prix du Roman Noir (France)[2]
- 2004 Edgar Award for Resurrection Men
- 2005 CWA Lifetime Achievement Award (Cartier Diamond Dagger)[8]
- 2005 Open University honorary doctorate[9]
- 2005 Grand Prix de Littérature Policière (France) for Set in Darkness[2][10]
- 2005 Deutsche Krimi Prize (Germany), for Resurrection Men[2]
- 2006 University of Hull honorary doctorate[11]
- 2007 The Edinburgh Award[12]
- 2008 ITV3 Crime Thriller Award for Author of the Year, for Exit Music[13]
- 2009 Theakston's Old Peculier Crime Novel of the Year Award, shortlisted Exit Music[20]
- 2012 Specsavers National Book Award, Outstanding Achievement[15]
- 2015 Elected a Fellow of the Royal Society of Edinburgh[21]
- 2016 UNESCO City of Literature Visiting Professor at University of East Anglia[17]
- 2016 RBA Prize for Crime Writing for Even Dogs in the Wild, the world's most lucrative crime fiction prize at €125,000
- 2016 Elected a Fellow of the Royal Society of Literature[18][19]

## Bibliográfia
Jelenleg 25 regényt publikált, 2 novelláskötetet, egy képregényt és egy novellát, és egy fikció-mentes könyvet. Emellett egy Quick Reads rövid könyvet is megírt. 

| Évszám | Regény                                       | Jegyzetek |
| ------ | -------------------------------------------- | --- |
| 1986   | The Flood                                    | |
| 1987   | Knots and Crosses                            | Az első Inspector Rebus – regény |
| 1988   | Watchman                                     | |
| 1990   | Westwind                                     | |
| 1991   | Hide and Seek                                | A második Inspector Rebus – regény |
| 1992   | Tooth and Nail                               | A harmadik Inspector Rebus – regény |
| 1992   | Strip Jack                                   | A negyedik Inspector Rebus – regény |
| 1992   | A Good Hanging and Other Stories             | Novellák |
| 1993   | Witch Hunt                                   | Jack Harvey-ként írva |
| 1993   | The Black Book                               | Az ötödik Inspector Rebus – regény |
| 1994   | Bleeding Hearts                              | Jack Harvey-ként írva |
| 1994   | Mortal Causes                                | A hatodik Inspector Rebus – regény |
| 1995   | Blood Hunt                                   | Jack Harvey-ként írva |
| 1995   | Let it Bleed                                 | A hetedik Inspector Rebus – regény |
| 1997   | Black and Blue                               | A nyolcadik Inspector Rebus regény, amely elnyerte a "Macallan Gold Dagger"-díjat a fikció kategóriában                                                 |
| 1997   | Herbert in Motion &amp; Other Stories        | Egy limitált kiadvány négy történettel, amelyből kettő eredeti ebben a kollekcióban                                                                     |
| 1998   | The Hanging Garden                           | A kilencedik Inspector Rebus – regény |
| 1999   | Dead Souls                                   | A tizedik Inspector Rebus – regény |
| 2000   | Set in Darkness                              | A tizenegyedik Inspector Rebus – regény |
| 2001   | The Falls                                    | A tizenkettedik Inspector Rebus – regény |
| 2002   | Resurrection Men                             | A tizenharmadik Inspector Rebus regény, amely elnyerte a "The Edgar Award"-díjat                                                                        |
| 2002   | Beggars Banquet                              | Novellák |
| 2003   | A Question of Blood                          | A tizennegyedik Inspector Rebus – regény |
| 2004   | Fleshmarket Close                            | A tizenötödik Inspector Rebus – regény |
| 2005   | Rebus's Scotland: A Personal Journey         | Fikció-mentes kategória Elnyerte a "CWA Cartier Diamond Dagger"-díjat                                                                                   |
| 2005   | The Complete Short Stories                   | Novellák; egy gyűjtemény, amely magában foglalja az "A Good Hanging & Other Stories" és a "Beggar's Banquet" valamint az "Atonement" című új történetet |
| 2006   | The Naming of the Dead                       | A tizenhatodik Inspector Rebus – regény |
| 2007   | Exit Music                                   | A tizenhetedik Inspector Rebus – regény elnyerte a "ITV3 Crime Thriller"-díjat                                                                          |
| 2008   | Doors Open                                   | |
| 2009   | A Cool Head                                  | Quick Reads 2009 |
| 2009   | The Complaints                               | Az első Malcolm Fox – regény |
| 2009   | Dark Entries                                 | Vertigo Crime John Constantine közreműködésével |
| 2011   | The Impossible Dead                          | A második Malcolm Fox – regény |
| 2012   | Standing in Another Man's Grave              | A tizennyolcadik Inspector Rebus & harmadik Malcolm Fox – regény                                                                                        |
| 2013   | Saints of the Shadow Bible                   | A tizenkilencedik Inspector Rebus & negyedik Malcolm Fox – regény                                                                                       |
| 2014   | Dark Road                                    | Színdarab, Mark Thomson-nal |
| 2014   | The Beat Goes On: The Complete Rebus Stories | Novellák |
| 2015   | Even Dogs in the Wild                        | A huszadik Rebus & ötödik Malcolm Fox – regény |
| 2016   | The Travelling Companion                     | Egy limitált kiadású bibliomystery; a huszonhatodik példány egy novellákból álló sorozatban Death Sentences krimi íróitól                               |
| 2016   | Rather Be the Devil                          | A huszonegyedik Rebus & hatodik Malcolm Fox – regény |
| 2018   | Rebus: Long Shadows                          | Színdarab, Rona Munro-val (az Inspector Rebus sorozat részese)                                                                                          |
| 2018   | In A House of Lies                           | Huszonkettedik Rebus & hetedik Malcolm Fox – regény |

## Egyéb kiadványok
Szerkesztett antológia
- Criminal Minded (2000) (Rankin szerkesztésével és általa megírt bevezetővel)

Hangfelvételek
- Jackie Leven Said (Cooking vinyl, 2005), with Jackie Leven
- The Sixth Stone (CD, 2007), with Aidan Moffat, on Ballads of the Book
- This Has Been the Death of Us (7th Realm Of Teenage Heaven, 2009), with Saint Jude's Infirmary
- The Third Gentleman (BBC Broadcast 25 October 1997. 87 mins) . Black comedy set in 1790s Edinburgh

Képregények
- Dark Entries (September 2009) with art by Werther Dell'Edera. Published by Vertigo Crime and starring John Constantineof Hellblazer[24][25]

Képes novellák
- A Lie Lie Factory, Tim Truman illusztrációjával. Egy a Kickback City című CD-csomag részeként jelent meg, kitalált Rory Gallagher dalokat megjelenítve, Aidan Quinn elbeszélésével.

Operák
- Gesualdo, Craig Armstrong-gal (2008)

Novellák
- "Summer Rites" (1984) (published in Cencrastus, No. 18 – actually a section of Rankin's first novel)
- "An Afternoon" (1984) (published in New Writing Scotland No. 2) (slightly revised version published in OxCrimes, 2014)
- "Voyeurism" (1985) (published in New Writing Scotland No. 3)
- "Colony" (1986) (published in New Writing Scotland No. 4)
- "Scarab" (1986) (published in Scottish Short Stories 1986)
- "Territory" (1987) (published in Scottish Short Stories 1987)
- "Remembrance" (1988) (published in Cencrastus, Spring)
- "Playback" (1990) (Rebus; published in Winter's Crime 22; reprinted in A Good Hanging & Other Stories, 1992)
- "Talk Show" (1991) (Rebus; published in Winter's Crimes 23)
- "The Dean Curse" (1992) (Rebus; published in A Good Hanging & Other Stories)
- "Being Frank" (1992) (Rebus; published in A Good Hanging & Other Stories)
- "Concrete Evidence" (1992) (Rebus; published in A Good Hanging & Other Stories)
- "Seeing Things" (1992) (Rebus; published in A Good Hanging & Other Stories)
- "A Good Hanging" (1992) (Rebus; published in A Good Hanging & Other Stories)
- "Tit for Tat" (1992) (Rebus; published in A Good Hanging & Other Stories)
- "Not Provan" (1992) (Rebus; published in A Good Hanging & Other Stories)
- "Sunday" (1992) (Rebus; published in A Good Hanging & Other Stories)
- "Auld Lang Syne" (1992) (Rebus; published in A Good Hanging & Other Stories)
- "The Gentlemen's Club" (1992) (Rebus; published in A Good Hanging & Other Stories)
- "Monstrous Trumpet" (1992) (Rebus; published in A Good Hanging & Other Stories)
- "In the Frame" (1992) (Rebus; published in Winter's Crimes 24)
- "Trip Trap" (1992) (Rebus; published in 1st Culprit)
- "Marked for Death" (1992) (published in Constable New Crimes 1)
- "Well Shot" (1993) (Rebus; published in 2nd Culprit; not included in the UK and US editions of The Beat Goes On: The Complete Rebus Stories)
- "Video, Nasty" (1993) (published in Constable New Crimes 2)
- "Castle Dangerous" (1993) (Rebus; published in Ellery Queen's Mystery Magazine, EQMM, October)
- "Someone Got to Eddie" (1994) (published in 3rd Culprit)
- "Facing the Music" (1994) (Rebus; published in Midwinter Mysteries 4)
- "A Deep Hole" (1994) (published in London Noir)
- "The Serpent's Back" (1995) (published in Midwinter Mysteries 5)
- "Adventures in Babysitting" (1995) (published in No Alibi and in Master's Choice Two)
- "Principles of Accounts" (1995) (published in EQMM, August)
- "Window of Opportunity" (1995) (Rebus, published in EQMM, December)
- "Natural Selection" (1996) (published in Fresh Blood)
- "Herbert in Motion" (1996) (published in Perfectly Criminal) [26]
- "The Wider Scheme" (1996) (published in EQMM, August)
- "My Shopping Day" (1997) (Rebus; published in Herbert in Motion & Other Stories [limited edition chapbook of 200 copies]; not included in the UK edition of The Beat Goes On: The Complete Rebus Stories, but included in the U.S. edition)
- "No. 79" (1997) (published in Herbert in Motion & Other Stories)
- "Glimmer" (1998) (published in Blue Lightning)
- "Unknown Pleasures" (1998) (published in Mean Time)
- "Detective Novels: The Pact Between Authors and Readers" (1998) (article; published in The Writer, December)
- "Death is Not the End" (1998) (novella later expanded into Dead Souls)
- "The Missing" (1999) (published in Crime Wave, March)
- "Get Shortie" (1999) (Rebus; published in Crime Wave 2, Deepest Red, June; not included in the UK and US editions of The Beat Goes On: The Complete Rebus Stories)
- "The Acid Test" (1999) (Rebus; published in EQMM, August; not included in the UK and US editions of The Beat Goes On: The Complete Rebus Stories)
- "The Hanged Man" (1999) (published in Something Wicked (UK) and EQMM, September/October)
- "The Only True Comedian" (2000) (published in EQMM, February)
- "Unlucky in Love, Unlucky at Cards" (2000) (published in EQMM, March)
- "The Confession" (2000) (published in EQMM, June)
- "The Slab Boys" (2000) (published in Scenes of Crime)
- "No Sanity Clause" (2000) (Rebus; originally titled "Father Christmas's Revenge, published in The Daily Telegraph, December)
- "Tell Me Who to Kill" (2003) (Rebus; published in Mysterious Pleasures)
- "Saint Nicked" (2003/2004) (published in The Radio Times, 21 December 2003 & 4 January 2004)
- "Soft Spot" (2005) (published in Dangerous Women)
- "Showtime" (2005) (published in One City)
- "Not Just another Saturday" (August 2005) (written for SNIP, a charity organisation; people in attendance of the event were provided with a "typescript" of the story)
- "Atonement" (2005) (written for the anthology Complete Short Stories, which combined the contents of A Good Hanging & Other Stories and Beggar's Banquet, but was far from "Complete")
- "Sinner: justified" (2006) (published in Superhumanatural)
- "Graduation Day" (2006) (published in Murder in the Rough)
- "Fieldwork" (2009) (published in Ox-Tales) [27]
- "Penalty Clause" (2010) (Rebus; published in Mail on Sunday, December)
- "The Very Last Drop" (2013) (Rebus; written to read aloud at an Edinburgh charity event to help the work of Royal Blind; published in the US and UK editions of The Beat Goes On: The Complete Rebus Stories)
- "Dead and Buried" (2013) (Rebus; published with Saints of the Shadow Bible)
- "In the Nick of Time" (2014) (Rebus; published in Face Off)
- "The Passenger" (2014) (Rebus; published in the UK and US editions of The Beat Goes On: The Complete Rebus Stories)
- "A Three-Pint Problem" (2014) (Rebus; published in the UK and US editions of The Beat Goes On: The Complete Rebus Stories)
- "Cinders" (2015) (Rebus; published in the US edition of The Beat Goes On: The Complete Rebus Stories)
- "The Travelling Companion" (2015) (novella, published by the Mysterious Bookshop, NYC; signed, lettered limited cloth edition of 26 copies and 100 numbered copies; softcover edition of 1,000 copies)
- "Meet & Greet" (2015) (published in The Strand XLVI)
- "The Kill Fee" (2015) (published in The New Statesman December 18, 2015—January 8, 2016)
- "Cafferty's Day" (2016) (Rebus; published with Rather be the Devil)
- "Charades" (2017) (Rebus; published in Country Life December 13/20)

Egyéb
- "Oxford Bar" (2007) (Essay published in the anthology How I Write: The Secret Lives of Authors) [28]
- "John Rebus" (2007) (Mysterious Profile #8, a chapbook published by the Mysterious Bookshop in NYC in a signed limited hardcover edition of 100 copies and 1,000 softcover copies; reprinted in the UK edition of The Beat Goes On: The Complete Rebus Storiesas "Rankin on Rebus")
- Ian Rankin interviews Arthur Conan Doyle (2013), published in Dead Interviews [29]

## Magyarul
- Pokolvidék; ford. Wertheimer Gábor; Gabo, Bp., 2004
- Sötét jelen; ford. Wertheimer Gábor; Gabo, Bp., 2006

## Kritikák
- Alegre, Sara Martin., "Aging in F (r) iendship: 'Big Ger' Cafferty and John Rebus", in Clues: A Journal of Detection 29.2 (2011) : 73-82.
- Horsley, Lee, The Noir Thriller (Houndmills & New York: Palgrave, 2001)
- Lanchester, John, "Rebusworld", in London Review of Books 22.9 (27 April 2000), pp. 18–20.
- Lennard, John, "Ian Rankin", in Jay Parini, ed., British Writers Supplement X (New York & London: Charles Scribner's Sons, 2004), pp. 243–60
- MacDonald, Erin E., "Ghosts and Skeletons: Metaphors of Guilty History in Ian Rankin's Rebus Series", in Clues: A Journal of Detection 30.2 (2012) : 67-75.
- Mandel, Ernest, Delightful Murder: A Social History of the Crime Story (Leichhardt, NSW, & London: Pluto Press, 1984)
- Marshall, Rodney, Blurred Boundaries: Rankin's Rebus (Amazon, 2012)
- Nicol, Christopher, "Ian Rankin's 'Black & Blue'", Scotnote No.24 (Glasgow: ASLS Publications, 2008)
- Ogle, Tina, "Crime on Screen", in The Observer (London), 16 April 2000, Screen p. 8.
- Slain, Gill, Ian Rankin’s Black and Blue (London & New York: Continuum, 2002)
- Plain, Gillian, "Ian Rankin: A Bibliography", in Crime Time 28 (2002), pp. 16–20.
- Robinson, David, "Mystery Man: In Search of the real Ian Rankin", in The Scotsman 10 March 2001, S2Weekend, pp. 1–4.
- Rowland, Susan, "Gothic Crimes: A Literature of Terror and Horror", in From Agatha Christie to Ruth Rendell (Houndmills & New York: Palgrave, 2001), pp. 110–34.

## Külső linkek
- Hivatalos weboldal
- Ian Rankin az Internet Movie Database oldalon (angolul)
- A Guardian Books profilja, további cikkekre mutató linkekkel.
- Ian Rankin az Edinburgh-i Központi Könyvtárban, 2010. október (videointerjú több részben)
- CNN interjú Ian Rankinnel
- 2011. évi rádióinterjú a The Bat Segundo Show-n (1 óra)
- Két BooksfromScotland.com interjú Ian Rankinnel
- Rádióinterjú a RadioNZ kilenc és dél közötti show-járól, 2013. február 26.